# Иберия (фема)

Фема «Ивирия» (Iberia) Византийской империи в 1025 году

Ивирия (Иберия) (греч. θέμα Ἰβηρίας) — военно-административный округ (фема) на востоке Византийской империи, созданная во времена правления императора Василия II после получения им наследства Давида III Куропалата. Период существования: 1001 г. или 1026/1027 г. до 1074 г.

## Название
Армянские источники не использовали термин «Иберия» для обозначения фемы. В них, согласно Р. Эдвардсу, говорится о местах «в областях Грузии».

## Географическое положение
Фема Ивирия граничила:
- на северо-востоке — с Грузинским царством (граница проходила по реке Пенек) и царством Вананд,
- на западе — с византийской фемой Халдия,
- на юго-западе и юго-востоке — с областями Тарон и Васпуракан.

## История
Фема было создана императором Василием II (976–1025) после унаследования части Тао-Кларджети от грузинского князя Давида III. Дата создания фемы находится между 1001 и 1022 гг, когда она была окончательно консолидирована императором после грузинской кампании (1014-1023).
Несмотря на то, что грузинские монархи несколько раз пытались восстановить контроль над своими родовыми владениями в Тао (1001, 1014, 1021-1022), нет никаких свидетельств того, что грузинское население изначально пострадало при новой военной администрации.
К 1034 году царь Грузии Баграт IV вернул себе большую часть северного Тао (т. е. Нижний Тао).
В 1045 году земли Ширакского царства стали частью фемы, а его административный центр переместился в Ани.
Регулярные войска были исключены из фемы в 1047 году, сначала для подавления восстания Льва Торникия, а затем для противостояния печенегам.
В 1048–1049 годах сельджуки под командованием Ибрахима Инала совершили свое первое вторжение в этот регион и столкнулись с объединенной византийско-грузинской армией численностью 50 000 человек в битве при Капетре 10 сентября 1048 года.
Помимо регулярных византийских гарнизонов, местная армия солдат-крестьян охраняла территорию и, в свою очередь, беспошлинно получала надел государственной земли. Ситуация изменилась, однако, ок. 1053 года. Константин IX (1042–1055) распустил «Иверийскую армию», насчитывающую около 50 000 человек, преобразовав ее обязанности с военной службы на уплату налогов. Константин отправил Николаоса Серблиаса провести инвентаризацию и взыскать налоги, которые ранее никогда не взимались.
Ани был захвачен сельджуками в 1064 году, однако в 1064/5 г. фема расширилась за счет Карсского царства.
В последние годы существования фема включала в себя Южный Тао, Басиани и Карс. После поражения Византии в битве при Манцикерте в 1071 году византийцы эвакуировали фему, и вскоре после этого, в 1072/1074 г., она была включена в состав Грузинского царства. Формальное возвращение Верхнего Тао и Карса к Грузии Григорием Бакурианом около 1074 г. не помогло остановить турецкое наступление.

## Административно-территориальное деление
Фема Ивирия включала следующие области:
- Верхний/Южний Тао,
- Басиани,
- Кола,
- Артаани,
- Шавшети,
- Джавахети,
- так называемые «верхние земли», обширную территорию в бассейне Аракса и Евфрата с этнически разнородным населением.

Позже в состав фемы была включена часть Кларджети, а во времена правления императора Константина X Мономаха (1042–1055) — Ширакское царство с городом Ани, который стал столицей фемы.
В фему входили: большая часть бывших владений Давида Куропалата: Южний Тао, Басиани, Карин, Халтой Арич «со (своей) клисурой», Мардали, Харк и Апахуник с Маназкертом (Армения) и земли ширакских Багратидов.

### Управление
Управление фемой осуществлялось стратегом, в подчинении которого находились сборщики налогов и помощники по гражданским и военным делам, включая великого доместика Востока. Помимо регулярного византийского гарнизона, безопасность фемы обеспечивалась местным ополчением, освобожденным от налогов в обмен на военную службу и получение государственной земли.

## Население
Согласно С. Рапп, фема «Иверия» относилась не к собственно Картли, а к регионам на западе, где жили в основном армяне-халкидониты. C. Рапп, таким образом, разделяет мнение В. Арутюновой-Фиданян о преобладании армянского этнического элемента в данном регионе. В отличие от других народностей фемы, армян-халкидонитов, т.е приверженцев христианства византийского толкования, для отличия от армян, исповедующих традиционное христианство ААЦ, так же как и грузин, называли «ивирами» (иверами, иберами). 
Согласно Э. Истмунду, при византийском сюзеренитете население Верхнего Тао (т.е. Южный Тао) считало себя грузинами. Элита Тао (Василий Багратисдзе, Перис Джоджикисдзе, Абас и Григол Бакурианисдзе) считала Грузию своей родиной и стремилась к ее духовному, культурному и политическому процветанию.

## Известные люди
В области родился Григорий Пакуриан.